# Anatomisch-Therapeutisch-Chemisches Klassifikationssystem
Das Anatomisch-therapeutisch-chemische Klassifikationssystem, offiziell Anatomical Therapeutic Chemical / Defined Daily Dose Classification ist eine 1976 von der European Pharmaceutical Market Research Association (EPhMRA) entwickelte, 1990 dann vom Collaborating Centre for Drug Statistics der Weltgesundheitsorganisation adaptierte und offiziell herausgegebene internationale Klassifikation für Arzneistoffe.
Die Klassifikation gilt für Substanzen, nicht für Handelspräparate. In Deutschland erscheint jährlich eine gemäß dem Fünften Buch Sozialgesetzbuch (SGB V) adaptierte Version ATC/DDD – DIMDI (Version 17, 2020)  die zusätzlich pflanzliche Substanzen enthält. Heute ist das DIMDI in das Bundesinstitut für Arzneimittel und Medizinprodukte (BfArM) eingegliedert. Erstellt wird die amtliche Fassung der ATC-Klassifikation im Auftrag des BfArM vom WIdO. Die meisten kommerziell vertriebenen Arzneimittel-Verzeichnisse und -Kataloge sind (neben der Pharmazentralnummer) auch nach dem ATC-Index der Einzelstoffe geordnet.
Die Klassifikation enthält 5 Ebenen. Auf der ersten Ebene gibt es 15 Hauptgruppen, die sich nach dem Organ (zum Beispiel Herz) oder System (zum Beispiel Blutkreislauf) richten, auf die der Arzneistoff seine Hauptwirkung entfaltet. Die zweite und dritte Ebene sind Therapiegruppen beziehungsweise -untergruppen; die vierte und fünfte Ebene sind nach der chemischen Struktur geordnet.

## Allgemeine Erläuterung des ATC-Codes
Level 1: Buchstabe für die anatomische Gruppe. Davon gibt es 15 verschiedene:
- ATC A – Alimentäres System und Stoffwechsel
- ATC B – Blut und blutbildende Organe
- ATC C – Cardiovasculäres System
- ATC D – Dermatika
- ATC G – Urogenitalsystem und Sexualhormone
- ATC H – Hormone, systemisch (ohne Sexualhormone)
- ATC J – Antiinfektiva für systemische Gabe
- ATC L – Antineoplastische und immunmodulierende Substanzen
- ATC M – Muskel- und Skelettsystem
- ATC N – Nervensystem
- ATC P – Antiparasitäre Substanzen, Insektizide, Repellenzien
- ATC Q – Veterinärmedizinische Arzneimittel
- ATC R – Respirationstrakt
- ATC S – Sinnesorgane
- ATC V – Verschiedene

Level 2: Therapeutische Hauptgruppe (2 Ziffern)
Level 3: Therapeutische/pharmakologische Untergruppe (ein Buchstabe)
Level 4: chemisch/therapeutisch/pharmakologische Untergruppe (ein Buchstabe)
Level 5: Untergruppe der chemischen Substanz (2 Ziffern)

## Level 2 ATC-Codes
| ATC A – Alimentäres System und Stoffwechsel - A01 – Stomatologika - A02 – Mittel bei säurebedingten Erkrankungen - A03 – Mittel bei funktionellen GI-Störungen - A04 – Antiemetika und Mittel gegen Übelkeit - A05 – Gallen und Lebertherapie - A06 – Laxantien - A07 – Antidiarrhoika und Intestinale Antiphlogistika/Antiinfektiva - A08 – Antiadiposita, außer Diätprodukte - A09 – Digestiva, einschl. Enzyme - A10 – Antidiabetika - A11 – Vitamine - A12 – Mineralstoffe - A13 – Tonika - A14 – Anabolika zur systemischen Anwendung - A15 – Appetit stimulierende Mittel - A16 – Andere Mittel für das alimentäre System und Stoffwechsel ATC B – Blut und blutbildende Organe - B01 – Antithrombotische Mittel - B02 – Antihämorrhagika - B03 – Antianämika - B05 – Blutersatzmittel und Perfusionslösungen - B06 – Andere Hämatologika ATC C – Cardiovasculäres System - C01 – Herztherapie - C02 – Antihypertonika - C03 – Diuretika - C04 – Periphere Vasodilatatoren - C05 – Vasoprotektoren - C06 – Andere Herz & Kreislaufmittel - C07 – Beta-Adrenorezeptoren-Antagonisten - C08 – Calciumkanalblocker - C09 – Mittel mit Wirkung auf das Renin-Angiotensin-System - C10 – Mittel, die den Lipidstoffwechsel beeinflussen ATC D – Dermatika - D01 – Antimykotika zur dermatologischen Anwendung - D02 – Emmolientia und Hautschutzmittel - D03 – Zubereitungen zur Behandlung von Wunden & Geschwüren - D04 – Antipruriginosa, inkl. Antihistaminika, Anästhetika etc. - D05 – Psoriatica - D06 – Antibiotika und Chemotherapeutika zur dermatolog. Anwendung - D07 – Corticosteroide, Dermatologische Zubereitungen - D08 – Antiseptika und Desinfektionsmittel - D09 – Medizinische Verbände - D10 – Aknemittel - D11 – Andere Dermatika ATC G – Urogenitalsystem und Sexualhormone - G01 – Gynäkologische Antiinfektiva und Antiseptika - G02 – Andere Gynäkologika - G03 – Sexualhormone und andere Modulatoren des Genitalsystems - G04 – Urologika ATC H – Hormone, systemisch (ohne Sexualhormone) - H01 – Hypophysen- und Hypothalamushormone und Analoga - H02 – Corticosteroide zur systemischen Anwendung - H03 – Schilddrüsentherapie - H04 – Pankreashormone - H05 – Calciumhomöostase | ATC J – Antiinfektiva für systemische Gabe - J01 – Antibiotika zur systemischen Anwendung - J02 – Antimykotika zur systemischen Anwendung - J04 – Mittel gegen Mykobakterien - J05 – Antivirale Substanzen zur systemischen Anwendung - J06 – Immunsera und Immunglobuline - J07 – Impfstoffe ATC L – Antineoplastische und immunmodulierende Substanzen - L01 – Antineoplastische Mittel - L01B – Antimetabolite - L02 – Endokrine Therapie - L02A – Hormone und entsprechende Wirkstoffe - L02B – Hormon-Antagonisten und entsprechende Wirkstoffe - L03 – Immunstimulanzien - L04 – immunsuppressive Substanzen ATC M – Muskel- und Skelettsystem - M01 – Antiphlogistika und Antirheumatika - M02 – Topische Mittel gegen Gelenk- und Muskelschmerzen - M03 – Muskelrelaxanzien - M04 – Gichtmittel - M05 – Mittel zur Behandlung von Knochenerkrankungen - M09 – Andere Mittel zur Behandlung von Muskel- und Skeletterkr. ATC N – Nervensystem - N01 – Anästhetika - N02 – Analgetika - N03 – Antiepileptika - N04 – Antiparkinsonmittel - N05 – Psycholeptika - N06 – Psychoanaleptika - N07 – Andere Mittel für das Nervensystem ATC P – Antiparasitäre Substanzen, Insektizide, Repellenzien - P01 – Mittel gegen Protozoenerkrankungen - P02 – Antihelmintika - P03 – Mittel gegen Ektoparasiten ATC Q – Veterinärmedizinische Arzneimittel ATC R – Respirationstrakt - R01 – Rhinologika - R02 – Hals- und Rachentherapeutika - R03 – Mittel bei obstruktiven Atemwegserkrankungen - R04 – Brusteinreibungen und andere Inhalate - R05 – Husten- und Erkältungspräparate - R06 – Antihistaminika zur systemischen Anwendung - R07 – Andere Mittel für den Respirationstrakt ATC S – Sinnesorgane - S01 – Ophthalmika - S02 – Otologika - S03 – Ophtalmolog. und otolog. Zubereitungen ATC V – Verschiedene - V01 – Allergene - V03 – Alle übrigen therapeutischen Mittel - V04 – Diagnostika - V06 – Allgemeine Diätetika - V07 – Alle übrigen nichttherapeutischen Mittel - V08 – Kontrastmittel - V09 – Radiodiagnostika - V10 – Radiotherapeutika - V20 – Wundverbände - V60 – Homöopathika und Anthroposophika - V70 – Rezepturen - V90 – Sondergruppen |

## Erläuterung am Beispiel der Acetylsalicylsäure
Ein Stoff kann je nach Anwendung und Dosierung unterschiedliche Codes erhalten.

### Anwendung als Thrombozytenaggregationshemmer
1. Buchstabe: B
Steht für die Gruppe von Stoffen, die „Blut und blutbildende Organe“ beeinflussen.
2. Zahl: 01
Steht für die Subgruppe „Antithrombotische Arzneimittel“.
3. Buchstabe: A
Steht für die Subgruppe „Antithrombotische Arzneimittel“. Dass diese Sub-Subgruppe genau so heißt wie die Subgruppe vorher (das 2. Level), ist nicht überall so. Die Antithrombotischen Mittel lassen sich einfach nicht feiner subgruppieren.
4. Buchstabe: C
Steht für „Thrombozytenaggregationshemmer, excl. Heparin“.
5. Zahl: 06
Steht für den Wirkstoff Acetylsalicylsäure
Der ATC-Code B01AC06 steht somit für alle Arzneimittel mit dem solitären Wirkstoff Acetylsalicylsäure.

### Anwendung als Schmerzmittel
Die Acetylsalicylsäure in der Anwendung als Schmerzmittel in anderer Dosierung als in seiner Funktion als Thrombozytenaggregationshemmer lässt sich auch in einen anderen ATC-Code einordnen: N02BA01
1. Buchstabe: N
Steht für das Organsystem Nervensystem
2. Zahl: 02
Steht für Analgetika
3. Buchstabe: B
Steht für Subgruppe „Andere Analgetika und Antipyretika“.
4. Buchstabe: A
Steht für die Salicylsäure und Derivate
5. Zahl: 01
Steht für Acetylsalicylsäure